# LawConnect
LawConnect, ehemals Perpetual Loyal, ist eine Maxi-Yacht mit einer Länge von 100 Fuß (30,48 m) vom Typ „Juan K 100 Custom“, die von dem argentinischen Yachtkonstrukteur Juan Kouyoumdjian entworfen und bei der Bootswerft TP Cookson Boatbuilders Ltd. in Auckland (Neuseeland) im Jahre 2008 unter dem Namen Speedboat 100 gebaut wurde. Seitdem hat die Yacht fünf verschiedene Eigner gehabt. Sie wurde immer von ihren jeweiligen Eignern auf großen Offshore-Regatten eingesetzt, um die prestigeträchtigen Pokale für das erste Schiff im Ziel (englisch Line Honours) zu ersegeln. Sie hat unter den Namen Perpetual Loyal und LawConnect die seit 1945 jährlich zum Jahresende veranstaltete und sehr prestigeträchtige Sydney-Hobart-Regatta drei Mal als First Ship Home gewonnen.

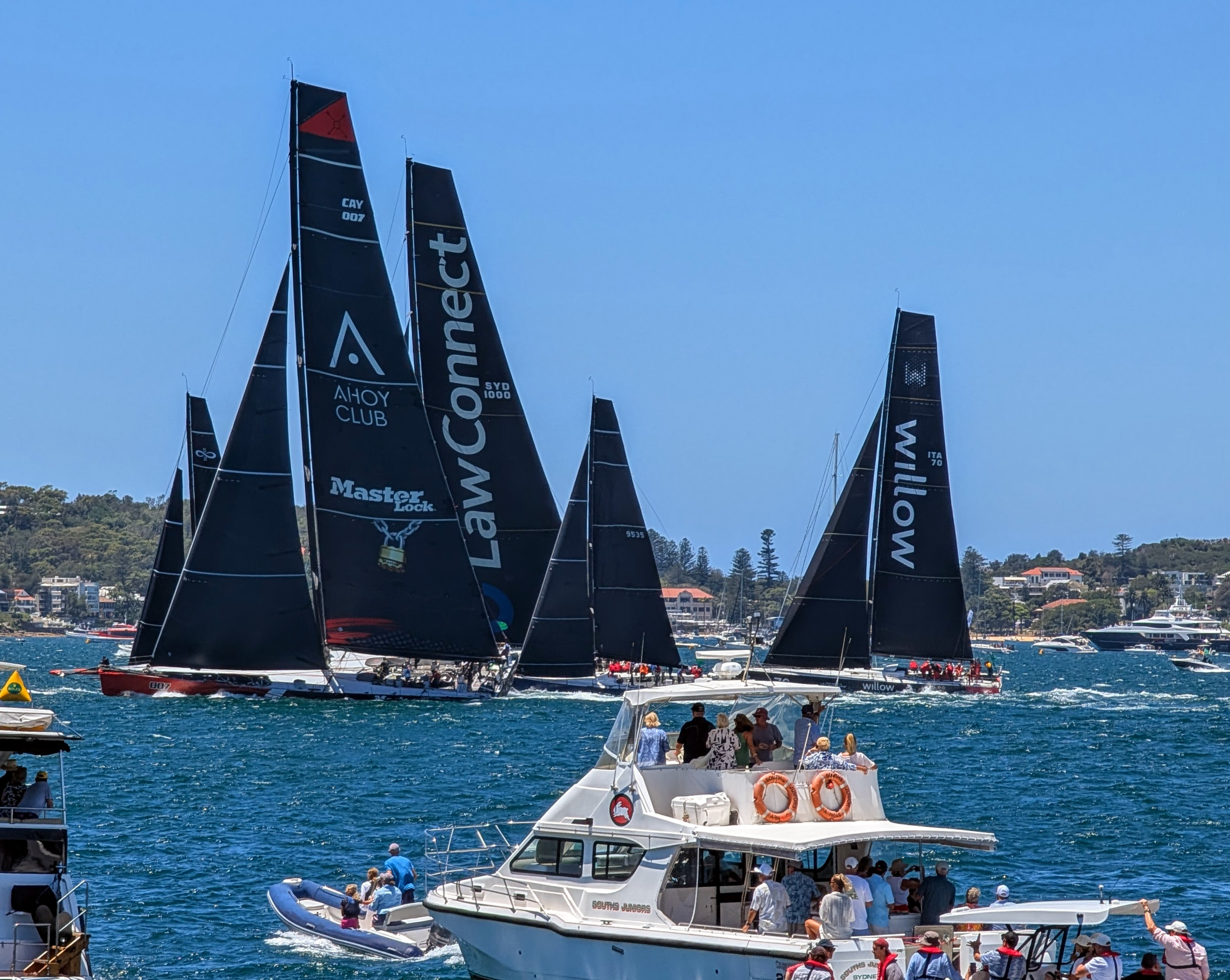
Die Maxi-Yachten MasterLock Comanche und LawConnect kurz nach dem Startschuss zur Sydney-Hobart-Regatta, 2024

## Geschichte
Der Yachtkonstrukteur Juan Kouyoumdjian und sein Team wurde im Jahr 2006 von dem künftigen US-amerikanischen Eigner Alex Jackson kontaktiert, der ein sehr schnelles und aufregendes Boot bauen wollte. Zu dieser Zeit arbeitete Kouyoumdjian mit dem Team BMW Oracle Racing zusammen, um den 32. America’s Cup im spanischen Valencia im Jahr 2007 zu gewinnen. Da noch ein Jahr Zeit für den America’s Cup blieb, schlug Kouyoumdjian vor, ein Design-Team zusammenzustellen und mit einer Yacht mit einem Schwenkkiel intensiv zu segeln, um die Vorgaben für das zukünftige Design festzulegen. Kouyoumdjian brachte Alex Jackson mit Mike Sanderson in Kontakt, der nach dem Volvo Ocean Race 2005/06 die Siegeryacht ABN AMRO ONE (Entwurf: Juan Kouyoumdjian) segelte. Beide segelten zusammen an Bord von ABN AMRO ONE die Rolex Maxi Worlds vor Sardinien. Diese Regattaserie bestätigte die Begeisterung von Alex Jackson und die Vorgaben für die nächste Yacht, eine Offshore-Maschine werden sollte, die in der Lage sein würde, den Transatlantikrekord für Crew-Yachten zu brechen.

### Speedboat 100
Die neue Yacht mit dem Namen Speedboat 100 wurde daher von Kouyoumdjian dafür konstruiert, ohne Kompromisse bei leichtem Wind über 20 Knoten (37,04 km/h) zu segeln, da man unter solchen Bedingungen nie einen Rekord brechen kann. Dieses sollte somit die Mindestgeschwindigkeit darstellen. Die Maxi-Yacht Speedboat 100 wurde von TP Cookson Boatbuilders Ltd., Auckland in Neuseeland gebaut und im Jahr 2008 vom Stapel gelassen. Sie zeigte beim Newport-Bermuda-Race sofort eine beeindruckende Leistung als First Ship Home. Leider schlug fast zeitgleich die Finanzkrise zu und der Eigner beschloss, das Segeln eine Weile auszusetzen. Er stellte die Yacht vorübergehend in einen Schuppen ab, ohne sie nicht vorher an Richard Branson unter dem Namen Virgin Money zu verchartern.

### Virgin Money
Branson wollte im Jahr 2008 mit der Yacht den Transatlantikrekord, der seit 2003 von der 140 Fuß großen Mari-Cha IV mit 6 Tagen, 17 Stunden, 52 Minuten und 39 Sekunden gehalten wurde unterbieten. Dazu hatte er neben dem ISAF Segler des Jahres 2006 Mike Sanderson auch den mehrmaligen Olympiasieger Ben Ainslie als Steuermann angeheuert. Die Yacht konnte den Rekord nicht unterbieten.

### Rambler 100
Im Jahr 2011 wurde die Yacht an den neuen Eigner George David verkauf, der sie in Rambler 100 umbenannte. Sie segelte eine sehr gute Saison. Sie startete beim Caribbean 600 und stellte den bis heute gültigen Rennrekord auf, gewann beim Transatlantikrennen Newport-Lizard Point die Gesamtwertung als First Ship Home und wurde gleichzeitig Zweite in der Handicapwertung (Siegerin nach berechneter Zeit). Unglücklicherweise erlitt sie beim Sieg beim Fastnet Race einen Kielschaden, der zum Kentern und Ausscheiden führte. Der Eigner George David trennte sich danach von Rambler 100 und beauftragte den Yachtkonstrukteur Kouyoumdjian ihm ein neues Boot, die Rambler 88 zu entwerfen.

### Perpetual Loyal
Im Jahr 2013 wurde Rambler 100 von dem australischen Eigner Anthony Bell gekauft und in Australien mit einem neuen Kiel und Mast modifiziert. Leider erreichte die Yacht, jetzt unter dem Namen Perpetual Loyal nie wieder das Leistungsniveau von 2011. Als die Yacht im Besitz von Bell war, schied sie bei den Sydney-Hobart-Regatten im Jahr 2014 und 2015 aus (beschädigt nach dem Aufprall auf ein Objekt bzw. durch Ruderschaden), nachdem es 2013 den zweiten Platz nach gesegelter Zeit belegt hatte. Aber die beiden Skipper Tom Slingsby und Anthony Bell konnten dann endlich im Jahr 2016 die Sydney-Hobart-Regatta als First Ship Home gewinnen mit einem neuen Streckenrekord von 1 Tag, 13 Stunden 31 Minuten und 20 Sekunden Die Maxi-Yacht unterbot den vorherigen Rennrekord um fünf Stunden und erreichte eine Durchschnittsgeschwindigkeit von 17 Knoten (31,48 km/h).
Das Sponsoring der Yacht Perpetual Loyal durch die Firma „Perpetual Limited“ lief vor der Sydney-Hobart-Regatta 2016 aus. Eigner Bell konnte sich vor dem Rennen weder ein neues Sponsoring noch eine neue Marke sichern und fuhr mit der alten Marke weiter. „Perpetual Limited“ ist ein australischer Investmentfonds und eine Treuhandgruppe im S&P/ASX 200. Das Unternehmen bietet Anlageprodukte, Finanzberatung sowie philanthropische und Unternehmensdienstleistungen für Einzelpersonen, Familien, Finanzberater und Organisationen.

### InfoTrack

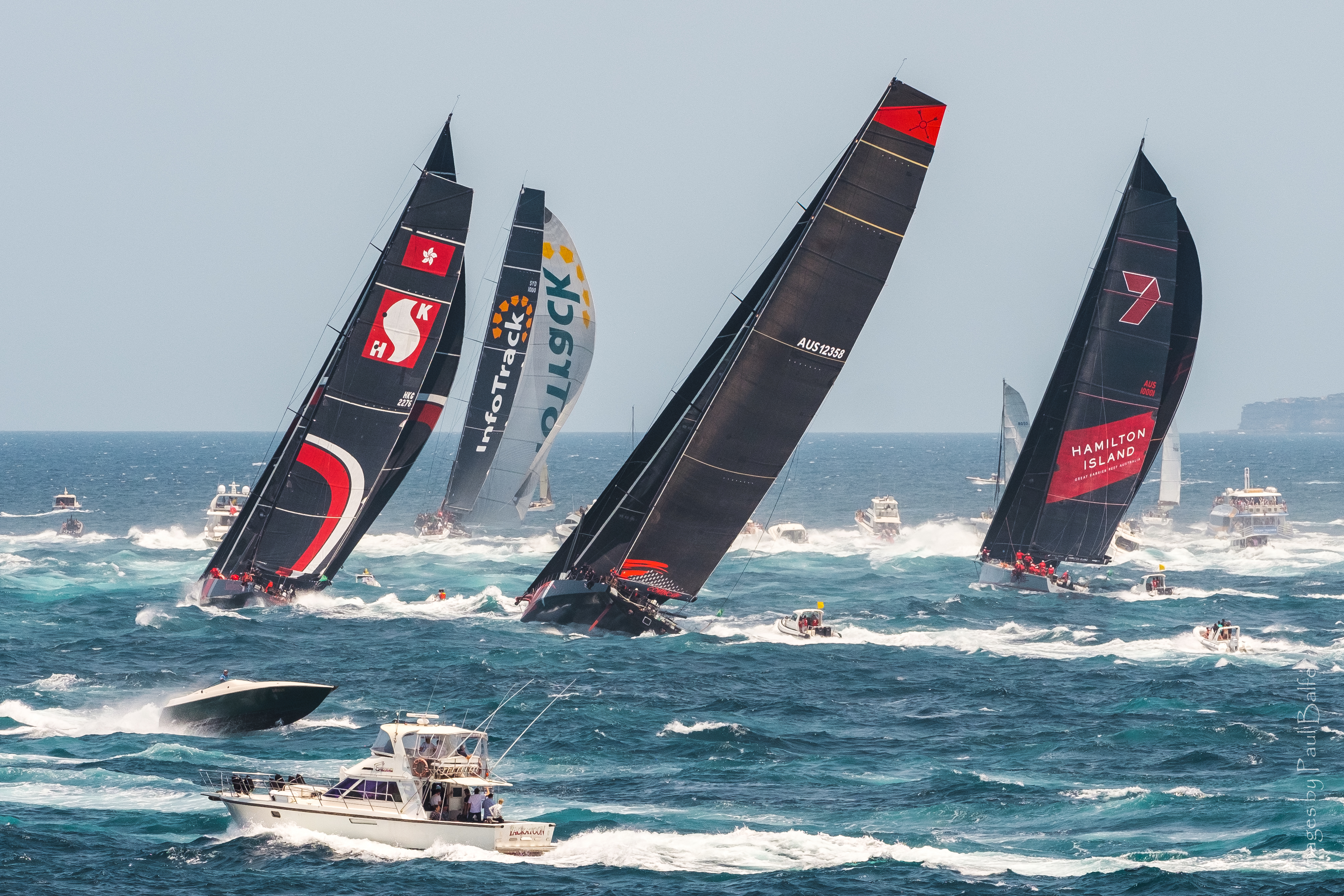
Maxi-Yacht InfoTrack führt die Flotte beim Start des 75. Sydney-Hobart-Yachtrennens unter idealen, wenn auch rauchigen Bedingungen durch Sydney Heads und Richtung Süden nach Hobart, 2019

Der australische Geschäftsmann Christian Beck kaufte im Jahr 2017 die Maxi-Yacht Perpetual Loyal von Anthony Bell, benannte sie in InfoTrack um. Die Yacht erreichte im gleichen Jahr bei der Sydney-Hobart-Regatta den vierten Platz nach gesegelter Zeit, womit sie den Sydney-Hobart-Rekord unterbot, den dieses Boot aufgestellt hatte, als es noch im Besitz von Bell war. Eigner Beck führte die Tradition fort, einige Mitarbeiter seiner Firma zu ihrem ersten Vorgeschmack auf das Rennen mitzunehmen – eine unglaubliche Gelegenheit für sie, am Rennen teilzunehmen – und mit Profis wie Tony Mutter und Chris Nicholson zu segeln.

### LawConnect
Eigner Beck benannte die Yacht InfoTrack aus Gründen des Sponsorings um in LawConnect um. Die Firma LawConnect wurde vom Legal-Tech-Unternehmer Christian Beck gegründet und nutzt die Leistungsfähigkeit fortschrittlicher künstlicher Intelligenz, um auf die Bedürfnisse ihrer Nutzer zugeschnittene Rechtsinformationen bereitzustellen.
LawConnect kam im Jahr 2018 bei der Sydney-Hobart-Regatta nach einem langwierigen Kampf mit den Maxi-Yachten Wild Oats XI, Black Jack und Comanche unter Bedingungen, die ihrem Gewicht nicht angemessen waren, knapp als Vierte nach gesegelter Zeit über die Ziellinie. LawConnect beeindruckte dann mit ihrem brillanten zweiten Zieldurchgang im Jahr 2019 bei der Sydney-Hobart-Regatta mit 44 Minuten 18 Sekunden hinter der Maxi-Yacht Comanche nach einem Kampf von fünf ebenbürtigen Teilnehmern nach Hobart – und belegte den dritten Gesamtrang in der Division 0. Christian Becks Boot ist weiterhin ein ernst zu nehmender Kandidat für Siege nach gesegelter Zeit (englisch Line Honours). Im Jahr 2020 holte sie sich bei leichtem Wind beim „Cabbage Tree Island Race“ des „Cruising Yacht Club Of Australia“ den Doppelsieg nach gesegelter und berechneter Zeit, 18 Minuten schneller als Black Jack nach gesegelter Zeit. Seitdem hat Eigner Beck der Yacht einen größeren Bugspriet montieren lassen, um ihre Leistung zu verbessern. Danach hat LawConnect sich den Sieg beim „Cabbage Tree Island Race“ mit fast einer Stunde Vorsprung vor der Yacht SHK Scallywag gesichert, bei der „SOLAS Big Boat Challenge“ war es dann umgekehrt. Sie gewann jedoch die erste „Income Asset Management Australian Maxi Meisterschaft“, deren Abschlussrennen die „Solas Big Boat Challenge“ (SBBC) war.

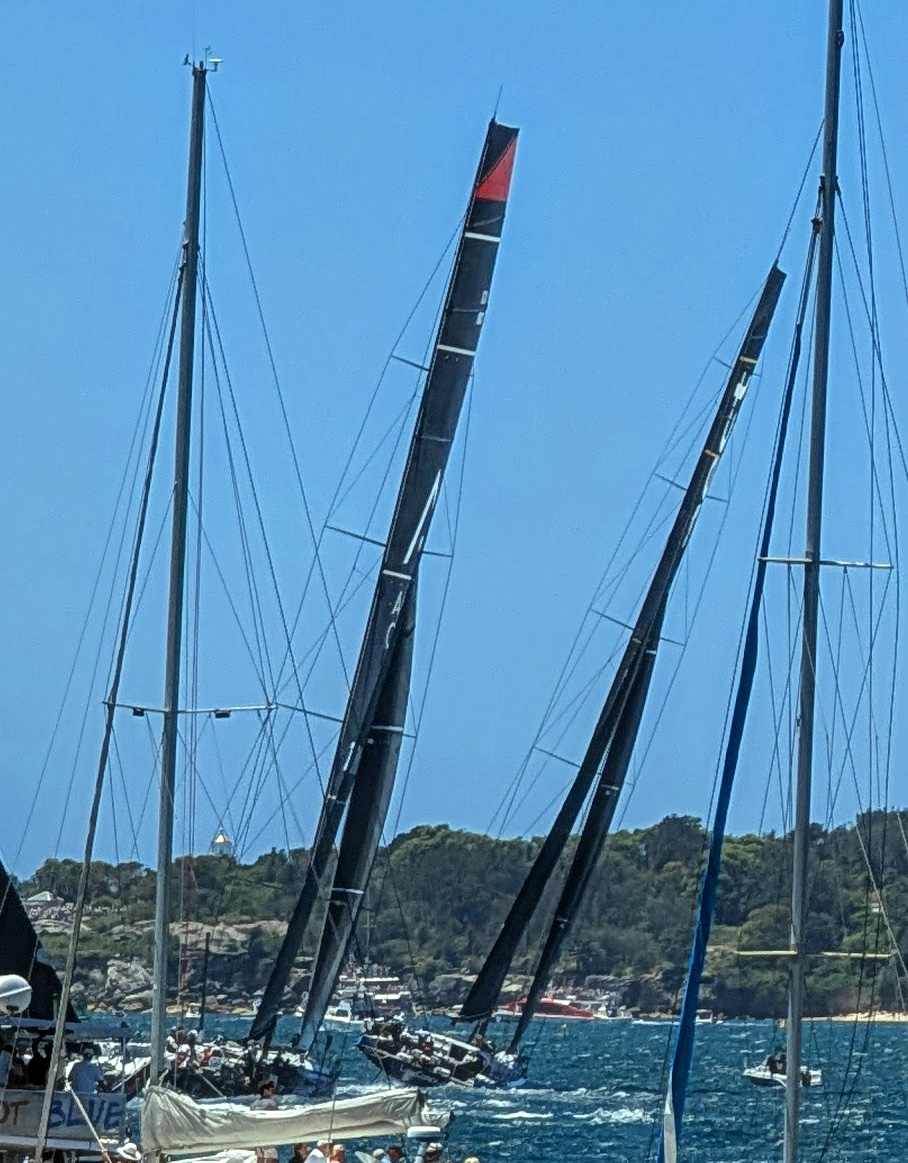
Bei der Sydney-Hobart-Regatta 2024 liegt LawConnect nach der ersten Wende eine Minute nach Rennbeginn vor Comanche.

Christian Becks LawConnect wurde im Jahr 2024 zum zweiten Mal in Folge im Rolex Sydney Hobart Race First Ship Home (englisch Line Honours) mit ihrer von namhaften Big-Boat-Profis und Weltumseglern verstärkten Crew. Unter dem Kommando des Neuseeländers Tony Mutter und dem Australier Chris Nicholson meisterte die 20-köpfige Crew den 628 Seemeilen (1163 km) langen Kurs von Sydney über die Tasmanische See nach Hobart in 1 Tag, 13 Stunden, 35 Minuten und 13 Sekunden. LawConnect erreichte auch nach berechneter Zeit den zweiten Platz hinter Celestial V70 (Volvo Open 70).

## Yacht-Namen und Eignergeschichte
| Name            | Jahr | Eigner          | Segelnummer | Bemerkungen |
| --------------- | ---- | --------------- | ----------- | --- |
| Speedboat 100   | 2008 | Alex Jackson    | USA-61227   | First Ship Home im Newport-Bermuda-Race 2008 |
| Virgin Money    | 2008 | Richard Branson |             | |
| Rambler 100     | 2011 | George David    | USA-25555   | Die Yacht gewann unter dem Namen Rambler 100 die Caribbean 600 Regatta und das transatlantische Newport-Lizard Point-Rennen im Jahr 2011. Die Yacht ist beim Fastnet Race 2011 zwischen dem Fastnet Rock und der Pantaenius-Boje gekentert, nachdem sie ihren Kiel verloren hatte. |
| Perpetual Loyal | 2013 | Anthony Bell    | SYD-1000    | First Ship Home und neuer Streckenrekord bei der Sydney-Hobart-Regatta 2016 |
| InfoTrack       | 2017 | Christian Beck  | SYD-1000    | |
| LawConnect      | 2023 | Christian Beck  | SYD-1000    | First Ship Home bei der Sydney-Hobart-Regatta in den Jahren 2023 und 2024 |